# Złota Róża papieża Jana XXII
Złota Róża papieża Jana XXII – jedno z najcenniejszych dzieł złotniczych o charakterze zaszczytnym doby gotyku. Wykonana przez sieneńskiego złotnika Minucchiego na zlecenie papieża Jana XXII (1316–1334), dla Rudolfa III de Nidau. W nieznanym czasie została ofiarowana katedrze w Bazylei i do XIX stulecia przechowywana była w katedralnym skarbcu. Obecnie w zbiorach Musée National du Moyen Âge w Paryżu.
Jedna z trzech zachowanych gotyckich Złotych Róż – zaszczytnych darów papieży honorowanych głównie możnym władcom za zasługi dla Kościoła katolickiego, lub jako wotum ofiarowane sanktuariom głównie maryjnym.

## Dzieje
Powstanie Złotej Róży z Bazylei wiąże się z Janem XXII, papieżem (1316–1334) urzędującym w Awignonie. Wzmiankę tę poświadcza dokument, z którego dowiedzieć się można o autorze róży którym był Minucchio da Siena. Z widocznych na jednym z nodusów tarcz herbowych wynika, że miał ją otrzymać Rudolf III de Nidau, ówczesny władca księstwa Neuchatel znajdującego się w sąsiedztwie Bazylei w Górnej Nadrenii. Nieznane są okoliczności podarowania klejnotu temuż możnemu i to za jakie zasługi dla Kościoła miał go otrzymać. Zagadkowa pozostaje również data i przyczyna przeniesienia tejże Złotej Róży do skarbca katedry w Bazylei. Po kasacji skarbca w 1833 roku trafiła do dóbr półkantonu Basel-Stadt. Drogą wymiany pozyskał go rywalizujący półkanton Basel-Kreis. Sprzedana na aukcji w Liestal i pozyskana przez Akademische Gesellschaft Basel. W 1842 roku klejnot zakupił francuski kolekcjoner Jean-Jacques Theubet, a następnie ofiarował go paryskiemu Musée de Cluny, gdzie znajduje się do dziś.

## Wygląd
W obecnym stanie róża składa się z drewnianej, sześciobocznej w planie stopy, czteroczęściowego trzonu z czterema nodusami i zwieńczenia, które tworzy „bukiet” złożony z pięciu kwiatów róż.
Dolna srebrna partia trzonu składa się z dwóch części podzielonych wydatnym nodusem w formie spłaszczonej kuli. Nodus ten zdobi bogato zdobiony filigranowy ażurowy ornament. Wyżej trzon jest nieco węższy, zakończony małym nodusem z trzema tarczami z herbami książąt Neuchatel. Powyżej wznosi się trzon-łodyga zakończony u dołu i góry nodusami w formie gładkiej kuli. Wyżej gałązka rozdziela się na pięć części zdobią ją płasko ukształtowane liście i kwiaty róży o zróżnicowanej wielkości. Kwiat wieńczący najdłuższą niemal prostą gałąź jest największy. Wewnątrz niego pośrodku umieszczono niewielki szafir. Pozostałe kwiaty mieszczą wewnątrz kryształowe kaboszony w których niegdyś przechowywano balsam.

## Analiza
W obecnym stanie dzieło jest kompilacją trzech odmiennych stylistycznie części. Z czasów Jana XXII pochodzi jedynie część górna powyżej nodusa z tarczami herbowymi wykonana w Awinionie przez wspomnianego sieneńskiego złotnika. Przez XIV i początek XV wieku nasiliły się artystyczne relacje między Sieną a Awinionem, gdzie wielu sprowadzonych z tegoż miasta pracowało nad dekoracją wystroju ówczesnej papieskiej siedziby. Dolna część trzonu jest starsza romańska datowana ogólnikowo na 1 ćwierć XIII stulecia. W dekoracji ornamentalnej największego z nodusów badacze dostrzegli podobieństwa do nodusa kielicha z Eptingen niegdyś również przechowywanego w bazylejskim skarbcu i sugerują wtórne wykorzystanie romańskiego trzonu nieznanego przedmiotu do wzbogacenia sprowadzonej do Bazylei Złotej Róży. Zdobiące nodus herby księstwa Neuchatel i Rudolfa III Nidau nie mają potwierdzenia w dokumencie papieskim z 1330 roku. Wiadomo że książę zmarł w 1339 na lata 1330–1340 badacze datują drewniany trzon i nodus z emaliowanymi tarczami herbowymi. Prawdopodobnie w tym okresie miało miejsce przekazanie róży bazylejskiej katedrze jako dar książęcy.
Tradycja ofiarowania Złotych Róż przez papieży sięga roku 1096. W czwartą niedzielę Wielkiego Postu określaną mianem Laetare (Raduj się!) chrześcijanie w sposób uroczysty przeżywali nadejście Wielkanocy. Gromadzili się w tym dniu na liturgii w rzymskiej bazylice Santa Maria Maggiore. W radosnym nastroju czekano na papieża, który przybywał konno z pobliskiego Lateranu, dzierżąc w ręku kwiat róży. Stawiał ją na ołtarzu, a papież wskazywał na sugestywną symbolikę „królowej kwiatów” w odniesieniu do cierpiącego Chrystusa, zwycięstwa nad śmiercią i wiecznej władzy nad światem. Za czasów pontyfikatu św. Leona IX (1049–1054), zwykły kwiat róży został zastąpiony wykonanym ze złota klejnotem przypominającym pojedynczy kwiat lub bukiet róż. Odtąd też rozwinął się zwyczaj honorowania Złotymi Różami nie tylko sanktuaria, lecz także osobom zasłużonym dla Kościoła. Szczególny nacisk położono na honorowanie królowych i innych żeńskich osobistości. Złota Róża ze skarbca katedry bazylejskiej jest jedną z trzech XIV-wiecznych zachowanych do dziś. Dwie pozostałe znajdują się w katedrze w Sienie oraz klasztorze Świętej Jadwigi w Andechsie (Bawaria, Niemcy).